# Brunon Godlewski
Brunon Godlewski (ur. 7 stycznia 1924 w Chicago, zm. 12 czerwca 1989 w Dunedin w stanie Floryda) − wojskowy, żołnierz Polskich Sił Powietrznych, strzelec pokładowy w 305 dywizjonie bombowym, odznaczony Orderem Virtuti Militari.

## Życiorys
Brunon Godlewski pochodził z rodziny polskich emigrantów mieszkających w Chicago. W 1942 roku zgłosił się jako ochotnik do Polskich Sił Powietrznych i po uzyskaniu, jako obywatel Stanów Zjednoczonych, zezwolenia rządu w Waszyngtonie, wyjechał przez Kanadę do Wielkiej Brytanii. Otrzymał numer służbowy RAF 703025. Od maja do lipca 1942 roku odbył przeszkolenie wojskowe i uzyskał specjalność strzelca pokładowego. Skierowany w sierpniu do 18 Operational Training Unit (18 OTU), wszedł w skład załogi kaprala pilota Kazimierza Artymiuka, przydzielonej od 1 stycznia 1943 roku do 305 dywizjonu bombowego Ziemi Wielkopolskiej im. Marszałka Józefa Piłsudskiego. W czasie służby w PSP Godlewski używał imienia Bronisław.
Pierwszy lot bojowy odbył 26 stycznia, nad Lorient. Nocą z 5 na 6 marca 1943 roku, podczas dziewiątego lotu bojowego, na bombardowanie zakładów Kruppa w Essen samolot Vickers Wellington załogi kaprala Artymiuka został zaatakowany przez niemieckie myśliwce nocne. Będący tylnym strzelcem Brunon Godlewski skutecznie odpierał ich ataki, przekazując jednocześnie pilotowi dane niezbędne do wykonywania uników. Podczas walki strzelec został poważnie ranny w obie ręce, a samolot uszkodzony, jednak pilotowi udało się go doprowadzić na macierzyste lotnisko. Ciężko ranny Godlewski został przetransportowany do szpitala w Bishop’s Stortford, gdzie amputowano mu obydwa przedramiona powyżej łokci. Za swą postawę został przedstawiony do odznaczenia  Orderem Virtuti Militari, który wręczył mu w szpitalu, 2 kwietnia 1943 roku, generał Stanisław Ujejski.
Po wyjściu ze szpitala Godlewski pozostał do końca 1943 roku w Wielkiej Brytanii, uczestnicząc w spotkaniach z ochotnikami i żołnierzami. Później powrócił do rodziców w Chicago. Jego historia stała się dzięki relacjom prasowym głośna po obu stronach oceanu. Podkreślano głównie to, że poświęcił się dla kraju przodków, którego nie dane mu było odwiedzić. Polonia amerykańska zorganizowała zbiórkę pieniędzy na jego rzecz, dzięki której stał się właścicielem dwóch barów, prowadzonych przez jego matkę. W późniejszych latach mieszkał w Kalifornii i na Florydzie, gdzie zmarł w 1989 roku.
Odznaczony został najwyższym polskim odznaczeniem wojennym, Krzyżem Srebrnym Orderu Virtuti Militari (numer 8352) oraz dwukrotnie Krzyżem Walecznych, brytyjskim Distinguished Flying Medal i Air Force Medal oraz amerykańskimi odznaczeniami Distinguished Flying Cross i Purple Heart. Postać Godlewskiego została upamiętniona przez kilku autorów wspomnień wojennych, między innymi Mieczysława Pawlikowskiego.